# 岸のない河
『岸のない河』（きしのないかわ）は、俳優・三國連太郎が1972年から製作を継続していた35ミリの日本映画である。
私財を投じ、自らが設立した映画会社APCと、日活のスタッフらがパキスタン、アフガニスタンでのロケーションを経て、当初『朱色の土』という仮題で製作が開始された。当時パキスタンは印パ戦争下であり入国が難しく、三國は当時の福田赳夫外務大臣を動かして、外務省後援長篇記録映画としてロケを敢行した。
散逸しかかった映像フィルム、音声テープ、台本などを2008年から三國自身が収集して製作を再開したが、2013年に三國が死去し、未完成の状態である。
家庭を崩壊させた男（三國）が当て所のない旅に出かけ、自己を再発見しようとするという内容である。

## スタッフ
- 監督 - 三國連太郎
- 脚本 - 三國連太郎
- 監督補 - 白鳥進一
- 撮影 - 亀谷（フィルムケースに記載されていた名前）
- 録音 - 成冨永通
- スチール - 信太一高
- マネージャー - 川端幸子
- 製作 - A.P.C.（アジア・ピクチャー・カンパニー）

## 逸話
- 三國のビザの発行の遅れにより出国が遅れたが、搭乗予定だった日本航空の旅客機はニューデリー近郊で墜落事故を起こした。
- 少年役を演じたラビー少年の行方が分からなくなっている。